# Trondheym
Trondheym ist ein Electronic-Jazz-Projekt, das 2003 von Gitarrist Gerhard Schmitt und Trompeter Nikolaus Neuser in Berlin ins Leben gerufen wurde.
Trondheym entstand zunächst als Formation, die in erster Linie live spielt. Alle Songs sind aus dieser Warte herausgewachsen, und erst nach dem interaktiven Musizieren wuchs der Wunsch der Musiker, die so entstandene Musik zu produzieren.
Trondheym wird optional von Video Artist Macabo unterstützt. Hierbei finden die klanglichen Szenarien zwischen Berliner Clubsounds und skandinavischer Weite ihre optischen Analogien.
Im Dezember 2005 absolvierte Trondheym auf Einladung der Deutschen Botschaft eine Asientournee und vertrat Deutschland auf dem 5. Europäischen Jazzfestival in Hanoi und Ho-Chi-Minh-Stadt, Vietnam. Mit Unterstützung des Goethe-Institutes folgten Konzerte in Zhuhai, China und Bangkok, Thailand.
Seit Herbst 2007 spielt statt des Trompeters Nikolaus Neuser der Bassklarinettist Lars Dieterich bei Trondheym.

## Diskografie
- Trondheym (NRW Records 2006)
- beta (NRW Records 2007)
- Lounge Connection - Sampler (Sony Music)
- Sampler der Düsseldorfer Jazz Rally 2006